# تپه محمد علی کتی
تپه محمد علی کتی مربوط به هزاره اول - دوران‌های تاریخی پس از اسلام است و در بابل، میر بازار واقع شده و این اثر در تاریخ ۲۲ اردیبهشت ۱۳۵۶ با شمارهٔ ثبت ۱۴۱۳ به‌عنوان یکی از آثار ملی ایران به ثبت رسیده است.